# Satsuki Totoro
Satsuki Totoro (en japonés: (トトロさつき, Totoro Satsuki) (Osaka, 11 de mayo de 1989) es una luchadora profesional japonesa que compite tanto como independiente y para promociones como Actwres girl'Z y Ice Ribbon.

## Carrera profesional

### Circuito independiente (2017–presente)
Como independiente, Totoro es conocida por competir en múltiples promociones de la escena independiente japonesa. En un house show promovido por Pure-J el 8 de noviembre de 2017, se enfrentó sin éxito a Kazuki. En Seadlinnng Shin-Kiba 1st NIGHT el 22 de noviembre de 2017, formó equipo con Nanae Takahashi y Rina Yamashita como capitana de sus respectivos equipos, cayendo ante Ayako Hamada, Mio Momono y Saki Akai como resultado de un captain's fall tag team match. En el Oz Academy Plum Hanasaku 2019 ~ OZ No Kuni YOKOHAMA Shining del 25 de agosto de 2019, formó equipo con Tsubasa Kuragaki para derrotar a Chihiro Hashimoto y Himeka Arita.
Totoro a menudo luchaba en promociones masculinas como talento joshi. En K-DOJO Club-K Super In TKP Garden City Chiba, un evento promovido por Kaientai Dojo el 16 de julio de 2017, hizo equipo con Mochi Miyagi en un esfuerzo perdedor contra Bambi y Erina. En DDT Ganbare Pro Yumehito Imanari Produce - Ganbare Prime, un evento promovido por Ganbare Pro-Wrestling el 10 de enero de 2022, se enfrentó sin éxito a Yuna Manase.

### Ice Ribbon (2017–presente)
Totoro es más conocida por competir en Ice Ribbon. Hizo su debut en la lucha profesional en Ice Ribbon Sozei Pro Vol. 2 el 4 de marzo de 2017, bajo el nombre de Shigure, donde luchó contra Maruko Nagasaki en un empate con límite de tiempo como resultado de un combate de exhibición. En New Ice Ribbon #841 el 9 de octubre de 2017, hizo equipo con Nao Date para enfrentarse sin éxito a Hamuko Hoshi y Mochi Miyagi en las semifinales de un torneo por el International Ribbon Tag Team Championship.
En el New Ice Ribbon #977 del 14 de agosto de 2019, hizo equipo con Rina Yamashita, Suzu Suzuki y Thekla en un esfuerzo perdedor contra Giulia, Hamuko Hoshi, Hiragi Kurumi, Miyako Matsumoto y Ram Kaicho en un combate de hándicap de cinco contra cuatro. En el New Ice Ribbon #1019 del 18 de enero de 2020, un evento en el que participaron luchadoras del Consejo Mundial de Lucha Libre, Totoro formó equipo con La Jarochita en un esfuerzo perdedor contra Dalys la Caribeña y Yappy.
En el Ice Ribbon Vs. Shinjuku 2-chome, un evento producido en colaboración con Wrestling of Darkness 666 el 8 de noviembre de 2020, Totoro compitió en una batalla real de 18 hombres ganada por Asukama y en la que también participaron Hiragi Kurumi, Risa Sera, Suzu Suzuki, Tsukushi Haruka, Akane Fujita y otros. Esa misma noche formó equipo con Chun Li Shinobu en un esfuerzo perdedor contra Masashi Takeda y Mochi Miyagi como resultado de un combate por equipos intergénero. En el New Ice Ribbon #1121 del 23 de mayo de 2021, desafió sin éxito a Tsukasa Fujimoto por el Campeonato ICE Cross Infinity.
En el New Ice Ribbon #1013 RibbonMania del 31 de diciembre de 2019, participó en el combate de retirada de Tequila Saya, un combate de guante de 44 personas en el que también participaron oponentes notables como Tsukushi Haruka, Ram Kaicho, Syuri Kondo, Tae Honma, Matsuya Uno, Ken Ohka, Maika Ozaki, Momo Kohgo y muchos otros. En el New Ice Ribbon #1142 del 28 de agosto de 2021, desafió sin éxito a Hamuko Hoshi por el Campeonato IW19.

### Pro Wrestling Wave (2017–2018)
Otra promoción para la que Totoro trabajó brevemente es Pro Wrestling Wave. Hizo su primera aparición en el décimo aniversario de WAVE el 12 de agosto de 2017, donde hizo equipo con Chihiro Hashimoto y Takumi Iroha en un esfuerzo perdedor contra Ayako Hamada, Meiko Satomura y Nanae Takahashi como resultado de un combate de equipos de etiqueta de seis hombres. En WAVE Sunday WAVE Vol. 34 el 5 de noviembre de 2017, desafió sin éxito a Rina Yamashita en los cuartos de final de un torneo no. 1 por el Campeonato en Solitario de WAVE.

## Campeonatos y logros
- Ice Ribbon
  - Triangle Ribbon Championship (1 vez)[19]
  - International Ribbon Tag Team Championship (1 vez) – con Yuna Manase